# Redukce alkoxyaluminiumhydridy kovů
Redukce alkoxyaluminiumhydridy kovů jsou organické reakce, které spočívají buď v přímé hydrogenaci nenasycených sloučenin, nebo v nahrazení redukovatelné funkční skupiny vodíkem za přítomnosti alkoxyaluminiumhydridového činidla.
K redukcím organických sloučenin se často používají tetrahydridoboritan sodný a tetrahydridohlinitan lithný. Tato dvě činidla představují mezní případy reaktivity — tetrahydridohlinitan lithný reaguje téměř se všemi redukovatelnými skupinami, zatímco tetrahydridoboritan sodný vstupuje do reakcí s mnohem omezenějším rozsahem skupin. Reaktivitu lze upravit nahrazením jednoho nebo více vodíkových atomů v těchto činidlech alkoxyskupinami.
Pokud je příslušná alkoxyskupina chirální, tak lze příslušnými činidly dosáhnout asymetrických redukcí. Přestože byly postupy využívající stechiometrická množství chirálních hydridů nahrazeny katalytickými, tak mají historický význam jako první příklady stereoselektivních reakcí.
V tabulce níže jsou shrnuty redukce, které mohou být uskutečněny pomocí řady různých aluminiumhydridů a borohydridů. Symbol „+“ naznačuje, že redukce probíhá, „-“, že neprobíhá, „±“, že závisí na struktuře substrátu, a „0“ znamená, že není dostatek dat.

## Mechanismus a stereochemie

### Převažující mechanismus
Redukce alkoxyaluminiumhydridy většinou probíhají polárním mechanismem. Přenos hydridu na organický substrát vytvoří organický anion, jenž je neutralizován protickým rozpouštědlem nebo kyselinou.
Redukce α,β-nenasycených karbonylových sloučenin mohou mít 1,2-mechanismus (pak jde o přímé adice) nebo 1,4-mechanismus (poté se jedná o konjugované adice). Sklon k 1,4-adicím je v souladu s měkkostí použitých hydridů podle teorie HSAB. Experimentální výsledky potvrzují tyto předpoklady, že „měkčí“ hydridy mají vyšší výtěžky produktů konjugovaných redukcí.
Několik substrátů, jako jsou diarylketony, diarylalkeny, a antraceny, jsou tetrahydridohlinitanem lithným redukovány jednoelektronově.
Alkoxylaluminiumhydridy kovů jsou podrobně prozkoumány jen v několika málo případech. Přesný popis je mnohdy v důsledku disproporcionací na alkoxyalumináty a hydridohlinitany obtížný:

### Stereochemie
Vznik diastereoselektivity v redukcích chirálních ketonů bylo podrobně prozkoumáno a modelováno. Podle modelu, který vyvinul H. Felkin, diastereoselektivitu řídí relativní energie tří přechodných stavů I, II a III. Přechodný stav I převládá za nepřítomnosti polárních skupin na α uhlíku a stereoselektivita se zvyšuje s velikostí nechirálního ketonového substituentu (R). Přechodný stav III je hlavním u reakcí alkylketonů, kde RM je skupina odtahující elektrony, protože nukleofil a skupina odtahující elektrony mají snahu být co nejdále od sebe.
Byla prozkoumána i diastereoselektivita redukcí cyklických ketonů. Ketony schopné měnit konformace podstupují axiální atak hydridu, který vede k ekvatoriálnímu alkoholu; pevné cyklické ketony ovšem převážně podléhají ekvatoriálním atakům a vytváří axiální alkoholy. Převaha ekvatoriálních ataků u těchto ketonů se vysvětluje tím, že ekvatoriální přiblížení hydridu je méně stericky stíněno než axiální. Převaha axiálních ataků u konformačně volných cyklických ketonů vysvětlili svým modelem H. Felkin a N. T. Anh. Přechodný stav u axiálního ataku (IV) je zatížen sterickým odpuzováním mezi axiálními substituenty a přibližujícím se hydridem. Přechodný stav ekvatoriálního ataku (V) se vyznačuje torzním napětím mezi hydridem a ekvatoriálními vodíky. Rozdíl energií těchto napětí určuje převládající směr ataku; u malých R je torzní napětí na V větší, což vede k přednostní tvorbě ekvatoriálního alkoholu.

## Možnosti a omezení
Alkoxyaluminiumhydridy a podobná činidla redukují mnoho různých funkčních skupin, přičemž se často dosahuje vysokých selektivit. Například hydrid lithno-tri-terc-butoxy)hlinitý redukuje aldehydy a ketony selektivně za přítomnosti esterů, s nimiž reaguje mnohem pomaleji.
Selektivní redukce α,β-nenasycených ketonů lze provést buď jako 1,2-, nebo jako 1,4-reakce vhodně zvolenými redukčními činidly. Pomocí hydridu lithnotrimethoxyhlinitého, který je stericky nezatížen, je možné uskutečnit téměř kvantitativní přímé adice na karbonylové skupiny, zatímco použití stericky zatíženého hydridu lithnotrimethoxyhlinitého vede k tvorbě produktu konjugované adice.
Štěpení etherů je u většiny hydridových činidel obtížné; pomocí bis(2-methoxyethoxy)hydridohlinitanu sodného (SMEAH) lze však provést debenzylace benzylaryletherů. Tento postup představuje užitečnou náhradu metod založených na použití kyselin nebo hydrogenolýzách (jako jsou reakce s plynným vodíkem katalyzované palladiem na uhlíku).
Epoxidy bývají alkoxyaluminiumhydridy atakovány na méně substituovaných místech. Pokud se v jejich blízkosti nacházejí hydroxylové skupiny, může dojít k vnitromolekulárnímu přesunu hydridu, který umožní selektivní otevření kruhu 1,2-disubstituovaného epoxidu v poloze bližší k hydroxylu. Konfigurace epoxidového uhlíku nezapojeného do reakce se zachovává.
Nenasycené karbonylové sloučeniny mohou být redukovány jak na nenasycené, tak i na nasycené alkoholy. Adicemi bis(2-methoxyethoxy)hydridohlinitanu sodného na nenasycené aldehydy se tvoří nenasycené alkoholy; opačnou adicí vznikne nasycený alkohol.
Některé alkoxyaluminiumhydridy mohou hydroaluminovat alkeny. V podobné reakci vytváří bis(2-methoxyethoxy)hydridohlinitan sodný reakcí se zirkonocendichloridem hydrid zirkonocenchloridu (Schwartzovo činidlo), který je schopen hydrozirkonovat alkeny; ze vzniklých produktů lze reakcemi s elektrofily získat funkcionalizované produkty.
I funkční skupiny obsahující jiné heteroatomy než kyslík lze s využitím alkoxyaluminiumhydridů redukovat na odpovídající uhlovodíky. Primární alkylhalogenidy se za přítomnosti bis(2-methoxyethoxy)hydridohlinitanu sodného redukují na alkany. Sekundární halogenidy reagují pomaleji, ale také vytváří alkany s dobrými výtěžky.
Sulfoxidy mohou být pomocí SMEAH redukovány na příslušné sulfidy.
Iminy jsou alkoxyaluminiumhydridy redukovány na aminy. V níže uvedeném případu se vytváří exo-amin s vysokou diastereoselektivitou. Selektivita redukce hydridem je zde vyšší, než u katalytické hydrogenace.

## Podmínky a provedení

### Příprava hydridů
Alkoxyaluminiumhydridy se obvykle připravují reakcemi hydridu lithnohlinitého s příslušným alkoholem. Tvorbu alkoxyaluminiumhydridu naznačuje uvolňování vodíku. Stericky zatížené hydridy, jako například hydrid tri-(terc-butoxy)lithnohlinitý, jsou v inertních atmosférách dlouhodobě stálé, ale hydrid trimethoxylithnohlinitý se disproporcionuje a měl by být použit hned po přípravě. Čistý bis(2-methoxyethoxy)hydridohlinitan sodný je v inertní atmosféře stálý několik hodin a lze jej zakoupit jako 70% roztok v toluenu.

### Reakční podmínky
Redukce se obvykle provádějí v destilačních baňkách s kulatým dnem, které jsou osazeny zpětným chladičem uzavřeným sušicí trubicí. Reakční směs je míchána mechanickým míchadlem, další hrdla baňky jsou zpravidla osazena přívodem inertní atmosféry (dusíku), teploměrem a přikapávací nálevkou s bočním ramenem na vyrovnávání tlaku. Nejčastěji používanými rozpouštědly jsou tetrahydrofuran a diethylether; jakékoliv rozpouštědlo musí být bezvodé a čisté. Alkoxyaluminiumhydridy mají být co nejsušší a představují nebezpečí požáru, obzvláště při použití nadbytku hydridu (v průběhu reakce se vyvíjí vodík).

### Příklad provedení
K roztoku 1,3-dihydro-1,3-bis(chlormethyl)benzo[c]-thiofen-2,2-dioxidu (0,584 g, 2,2 mmol) v 50 ml suchého benzenu bylo přidáno 0,80 ml (2,8 mmol) 70% benzenového roztoku NaAlH2(OCH2CH2OCH2)2 a vzniklý roztok byl po 12 hodin refluxován. Směs se ochladila na 0 °C a rozložila 20% kyselinou sírovou. Vrstva benzenu byla oddělena, promyta 10 ml vody, vysušena uhličitanem draselným a zakoncentrována za vzniku produktu v podobě žluté olejovité kapaliny, s 91% (0,480g) výtěžkem.